# Hardwick, Buckinghamshire
Hardwick är en ort och civil parish i Storbritannien.   Den ligger i kommunen Buckinghamshire och riksdelen England, i den södra delen av landet, 60 km nordväst om huvudstaden London. Hardwick ligger 89 meter över havet och antalet invånare är 315.
Terrängen runt Hardwick är platt. Runt Hardwick är det tätbefolkat, med 356 invånare per kvadratkilometer. Närmaste större samhälle är Aylesbury, 5,3 km söder om Hardwick. Trakten runt Hardwick består till största delen av jordbruksmark.